# بعداً میبینمت (فیلم ۲۰۲۱)
بعداً میبینمت (انگلیسی: See You After) یک فیلم درام آمریکایی محصول سال ۲۰۲۱ به کارگردانی، تهیه‌کنندگی و تدوین ماری واکر (در اولین کارگردانی‌اش) بر اساس فیلمنامه‌ای است که او با کریستن اونو نوشته است. در این فیلم پویا محسنی، لین چن، دنی جاکوبز، نیکان رابینسون و نیکول بوشهری به ایفای نقش پرداخته‌اند.
این فیلم در ۱۶ مارس ۲۰۲۱ در جنوب از جنوب غربی نمایش داده شد، و در ۱ آوریل ۲۰۲۲ در ایالات متحده اکران شد، و در ۱۹ آوریل به صورت ویدئویی و پخش پخش شد. فیلم به‌طور کلی نقدهای مثبتی از منتقدان دریافت کرد.

## ساخت
این فیلم در سیزده روز در لس آنجلس فیلمبرداری شد. فیلمبرداری در ۱ فوریه ۲۰۲۰ به پایان رسید.

## بازخوردها
- در وب‌سایت جمع‌آوری نقد راتن تومیتوز از ۳۵ بررسی نقد منتقدان، دارای امتیاز ۷٫۳ از ۱۰ می‌باشد.[۵]
- در متاکریتیک، که از میانگین وزنی استفاده می‌کند، بر اساس ۶ منتقد، امتیاز ۶۹ از ۱۰۰ را به فیلم اختصاص داد که نشان می‌دهد «بررسی‌های عموماً مطلوب» است.[۶]